# Acanthopsyche punctimarginalis
Acanthopsyche punctimarginalis är en fjärilsart som beskrevs av George Francis Hampson 1897. Acanthopsyche punctimarginalis ingår i släktet Acanthopsyche och familjen säckspinnare. Inga underarter finns listade i Catalogue of Life.